# Parti de l’unité et du progrès
Die Parti de l’unité et du progrès (deutsch Partei der Einheit und des Fortschritts), Abkürzung PUP, ist eine politische Partei in Guinea. Sie war die regierende Partei während der langen Herrschaft des ehemaligen Präsidenten Lansana Conté.
In der Parlamentswahl abgehalten am 30. Juni 2002 gewann die Partei 61,57 % der Stimmen und insgesamt 85 der 114 Sitze in der Nationalversammlung. Ihr Kandidat in der Präsidentschaftswahl vom 21. Dezember 2003, Lansana Conté, gewann 95,25 % der Stimmen; diese Wahl wurde allerdings allgemein von der Opposition boykottiert.
Nach dem Tod Contés am 22. Dezember 2008 übernahm das Militär sofort die Macht und beendete die autoritäre Herrschaft der PUP. Die Partei wurde nach dem Putsch in ihrer Macht eingeschränkt. Sie nominierte Aboubacar Somparé, eine prominente Figur im Conté-Regime, als ihren Kandidaten für die Präsidentschaftswahl im Juni 2010, erhielt aber nur etwas über 1 % der Stimmen.